# Сен-Гурсон
Сен-Гурсо́н (фр. Saint-Gourson) — коммуна во Франции, находится в регионе Пуату — Шаранта. Департамент — Шаранта. Входит в состав кантона Рюффек. Округ коммуны — Конфолан.
Код INSEE коммуны — 16325.

## География
Коммуна расположена приблизительно в 360 км к юго-западу от Парижа, в 70 км южнее Пуатье, в 36 км к северу от Ангулема.
Около 45 % территории коммуны занимают леса.

## Население
Население коммуны на 2008 год составляло 133 человека.
| 1962 | 1968 | 1975 | 1982 | 1990 | 1999 | 2008 |
| ---- | ---- | ---- | ---- | ---- | ---- | ---- |
| 262  | 232  | 170  | 179  | 147  | 137  | 133  |

## Экономика
В 2007 году среди 89 человек в трудоспособном возрасте (15—64 лет) 56 были экономически активными, 33 — неактивными (показатель активности — 62,9 %, в 1999 году было 65,5 %). Из 56 активных работали 51 человек (33 мужчины и 18 женщин), безработных было 5 (4 мужчины и 1 женщина). Среди 33 неактивных 4 человека были учениками или студентами, 16 — пенсионерами, 13 были неактивными по другим причинам.

## Достопримечательности
- Приходская церковь Сен-Пьер
  - Кафедра (XIV век). Исторический памятник с 1933 года[3]

## Фотогалерея

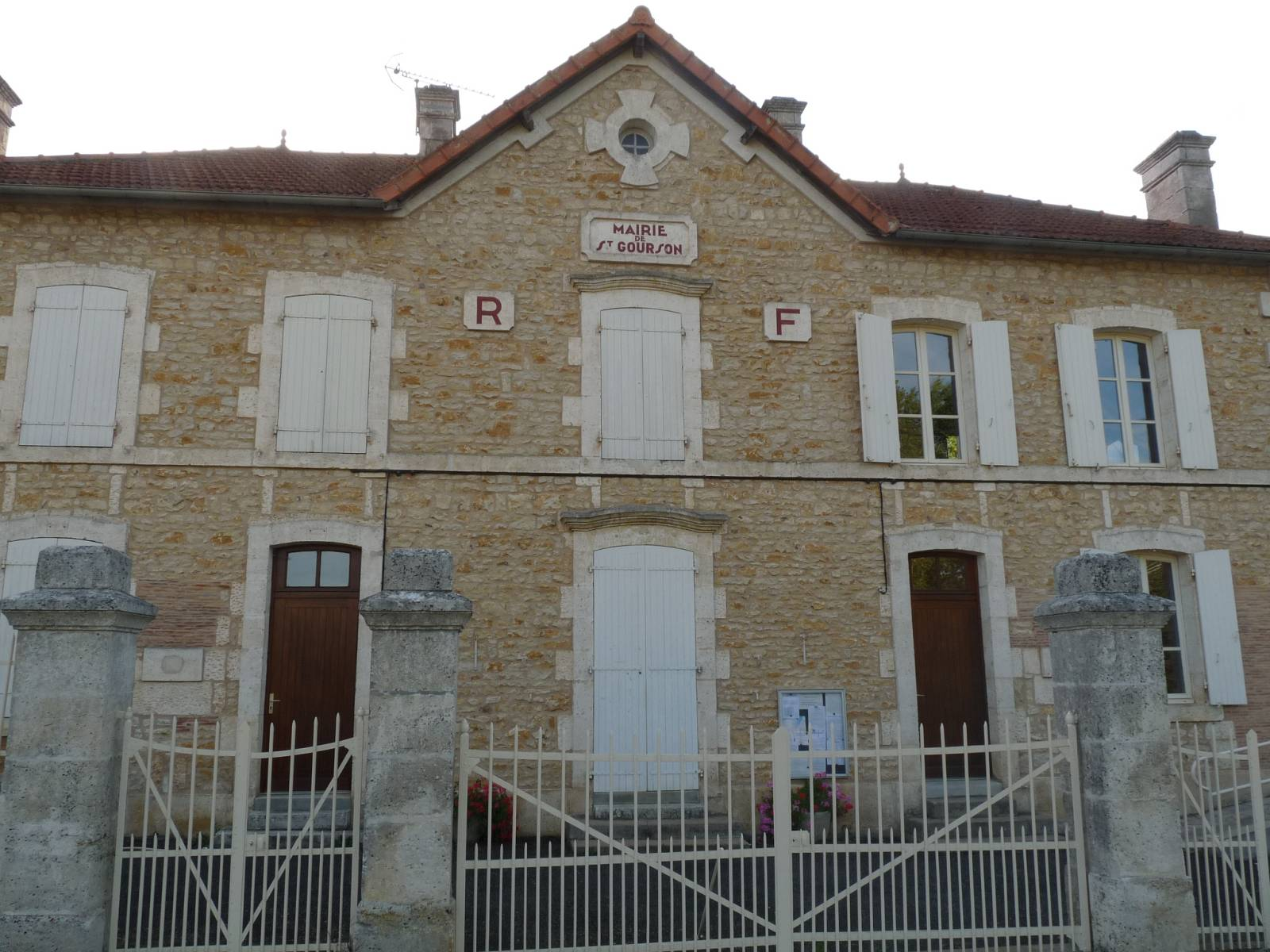
Мэрия
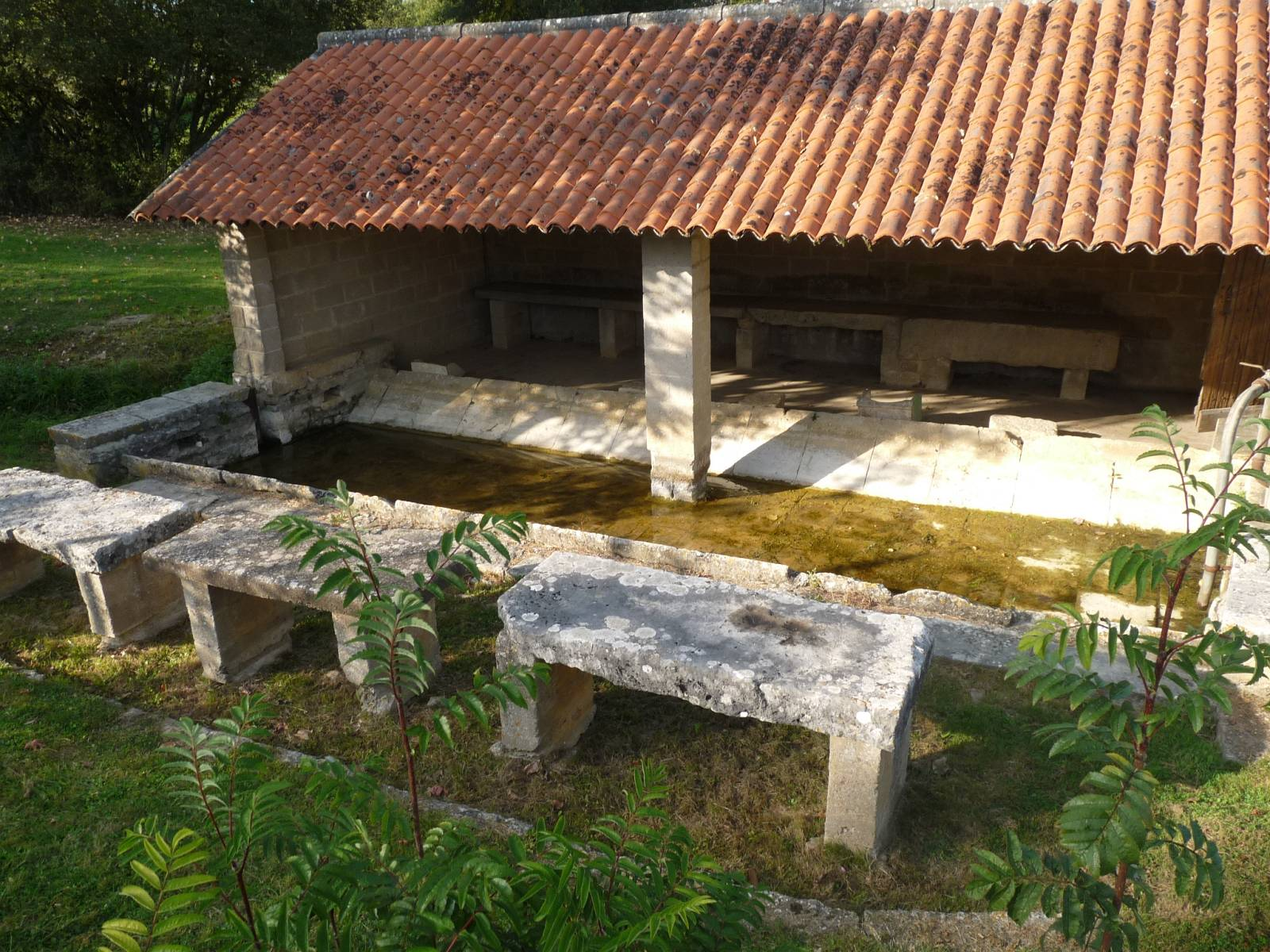
Общественная прачечная
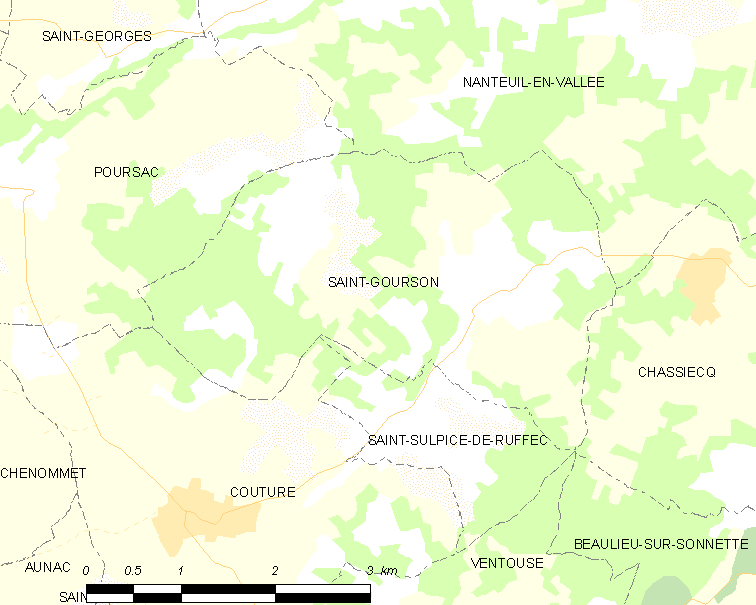
Карта коммуны